# Edições do Miss Universo
Esta é a lista de edições do Miss Universo.

## Lista de edições
| Ano  | Edição | Data                  | Local                                                                                   | Candidatas |
| ---- | ------ | --------------------- | --------------------------------------------------------------------------------------- | ---------- |
| 1952 | 1ª     | 28 de Junho           | Long Beach Auditorium, Long Beach, EUA                                                  | 30         |
| 1953 | 2ª     | 17 de Junho           | Long Beach Auditorium, Long Beach, EUA                                                  | 27         |
| 1954 | 3ª     | 24 de Julho           | Long Beach Auditorium, Long Beach, EUA                                                  | 33         |
| 1955 | 4ª     | 22 de Julho           | Long Beach Auditorium, Long Beach, EUA                                                  | 34         |
| 1956 | 5ª     | 20 de Julho           | Long Beach Auditorium, Long Beach, EUA                                                  | 30         |
| 1957 | 6ª     | 19 de Julho           | Long Beach Auditorium, Long Beach, EUA                                                  | 33         |
| 1958 | 7ª     | 26 de Julho           | Long Beach Auditorium, Long Beach, EUA                                                  | 35         |
| 1959 | 8ª     | 24 de Julho           | Long Beach Auditorium, Long Beach, EUA                                                  | 34         |
| 1960 | 9ª     | 9 de Julho            | Miami Beach Auditorium, Miami Beach, EUA                                                | 41         |
| 1961 | 10ª    | 15 de Julho           | Miami Beach Auditorium, Miami Beach, EUA                                                | 48         |
| 1962 | 11ª    | 14 de Julho           | Miami Beach Auditorium, Miami Beach, EUA                                                | 51         |
| 1963 | 12ª    | 20 de Julho           | Miami Beach Auditorium, Miami Beach, EUA                                                | 50         |
| 1964 | 13ª    | 1 de Agosto           | Miami Beach Auditorium, Miami Beach, EUA                                                | 59         |
| 1965 | 14ª    | 24 de Julho           | Miami Beach Auditorium, Miami Beach, EUA                                                | 57         |
| 1966 | 15ª    | 16 de Julho           | Miami Beach Auditorium, Miami Beach, EUA                                                | 57         |
| 1967 | 16ª    | 15 de Julho           | Miami Beach Auditorium, Miami Beach, EUA                                                | 56         |
| 1968 | 17ª    | 13 de Julho           | Miami Beach Auditorium, Miami Beach, EUA                                                | 65         |
| 1969 | 18ª    | 19 de Julho           | Miami Beach Auditorium, Miami Beach, EUA                                                | 61         |
| 1970 | 19ª    | 11 de Julho           | Miami Beach Auditorium, Miami Beach, EUA                                                | 63         |
| 1971 | 20ª    | 24 de Julho           | Miami Beach Auditorium, Miami Beach, EUA                                                | 60         |
| 1972 | 21ª    | 29 de Julho           | Cerromar Beach Hotel, Dorado, Porto Rico                                                | 61         |
| 1973 | 22ª    | 21 de Julho           | Teatro Odeon de Herodes Ático, Atenas, Grécia                                           | 61         |
| 1974 | 23ª    | 19 de Julho           | Folk Arts Theater, Manila, Filipinas                                                    | 65         |
| 1975 | 24ª    | 19 de Julho           | Gimnasio Nacional José Adolfo Pineda, San Salvador, El Salvador                         | 71         |
| 1976 | 25ª    | 10 de Julho           | Lee Theatre, Hong Kong, China                                                           | 72         |
| 1977 | 26ª    | 16 de Julho           | Teatro Nacional, Santo Domingo, República Dominicana                                    | 80         |
| 1978 | 27ª    | 24 de Julho           | Centro de Convenciones de Acapulco, Acapulco, México                                    | 75         |
| 1979 | 28ª    | 19 de Julho           | Perth Entertainment Centre, Perth, Austrália                                            | 75         |
| 1980 | 29ª    | 7 de Julho            | Sejong Cultural Center, Seul, Coreia do Sul                                             | 69         |
| 1981 | 30ª    | 20 de Julho           | Minskoff Theatre, Nova York, EUA                                                        | 75         |
| 1982 | 31ª    | 26 de Julho           | Coliseo Amauta, Lima, Peru                                                              | 77         |
| 1983 | 32ª    | 11 de Julho           | Kiel Auditorium, St. Louis, EUA                                                         | 80         |
| 1984 | 33ª    | 9 de Julho            | Miami Convention Center, Miami, EUA                                                     | 81         |
| 1985 | 34ª    | 15 de Julho           | Miami Convention Center, Miami, EUA                                                     | 79         |
| 1986 | 35ª    | 21 de Julho           | ATLAPA Convention Center, Cidade do Panamá, Panamá                                      | 77         |
| 1987 | 36ª    | 26 de Maio            | Singapore World Trade Center, Singapura                                                 | 68         |
| 1988 | 37ª    | 23 de Maio            | Lin Kou Stadium, Taipei, Taiwan                                                         | 66         |
| 1989 | 38ª    | 23 de Maio            | Hotel Fiesta Americana Condesa, Cancún, México                                          | 76         |
| 1990 | 39ª    | 15 de Abril           | Shubert Theatre, Los Angeles, EUA                                                       | 71         |
| 1991 | 40ª    | 17 de Maio            | Teatro de Artes e Performances, Planet Hollywood Resort and Casino, Paradise, EUA       | 73         |
| 1992 | 41ª    | 8 de Maio             | Centro Nacional de Convenções Rainha Sirikit, Bangkok, Tailândia                        | 78         |
| 1993 | 42ª    | 21 de Maio            | Auditório Nacional, Cidade do México, México                                            | 79         |
| 1994 | 43ª    | 20 de Maio            | Philippine International Convention Center, Manila, Filipinas                           | 77         |
| 1995 | 44ª    | 12 de Maio            | Windhoek Country Club Resort, Windhoek, Namíbia                                         | 82         |
| 1996 | 45ª    | 17 de Maio            | Teatro de Artes e Performances, Planet Hollywood Resort and Casino, Paradise, EUA       | 79         |
| 1997 | 46ª    | 16 de Maio            | Miami Beach Convention Center, Miami Beach, EUA                                         | 74         |
| 1998 | 47ª    | 12 de Maio            | Stan Sheriff Arena, Honolulu, EUA                                                       | 81         |
| 1999 | 48ª    | 26 de Maio            | The Universe Centre, Chaguaramas, Trinidad e Tobago                                     | 84         |
| 2000 | 49ª    | 12 de Maio            | Estádio Eleftheria, Nicósia, Chipre                                                     | 79         |
| 2001 | 50ª    | 11 de Maio            | Coliseo Rubén Rodríguez, Bayamón, Porto Rico                                            | 77         |
| 2002 | 51ª    | 29 de Maio            | Coliseo Roberto Clemente, San Juan, Porto Rico                                          | 75         |
| 2003 | 52ª    | 3 de Junho            | Figali Convention Center, Cidade do Panamá, Panamá                                      | 71         |
| 2004 | 53ª    | 1 de Junho            | Centro de Convenciones CEMEXPO, Quito, Equador                                          | 79         |
| 2005 | 54ª    | 31 de Maio            | Impact Arena, Bangkok, Tailândia                                                        | 81         |
| 2006 | 55ª    | 23 de Julho           | Shrine Auditorium, Los Angeles, EUA                                                     | 86         |
| 2007 | 56ª    | 28 de Maio            | Auditório Nacional, Cidade do México, México                                            | 77         |
| 2008 | 57ª    | 14 de Julho           | Crown Convention Center, Nha Trang, Vietnã                                              | 80         |
| 2009 | 58ª    | 23 de Agosto          | Salão Imperial, Atlantis Paradise Island, Nassau, Bahamas                               | 83         |
| 2010 | 59ª    | 23 de Agosto          | Mandalay Bay Events Center, Mandalay Bay Resort and Casino, Paradise, EUA               | 83         |
| 2011 | 60ª    | 12 de Setembro        | Credicard Hall, São Paulo, Brasil                                                       | 89         |
| 2012 | 61ª    | 19 de Dezembro        | PH Live, Planet Hollywood Resort and Casino, Paradise, EUA                              | 89         |
| 2013 | 62ª    | 9 de Novembro         | Crocus City Hall, Krasnogorsk, Oblast de Moscou, Rússia                                 | 86         |
| 2014 | 63ª    | 25 de Janeiro de 2015 | Arena da Universidade Internacional da Flórida, Doral,Condado de Miami-Dade,Flórida,EUA | 88         |
| 2015 | 64ª    | 20 de Dezembro        | PH Live, Planet Hollywood Resort and Casino, Paradise, EUA                              | 80         |
| 2016 | 65ª    | 30 de Janeiro de 2017 | Mall of Asia Arena,Bay City,Pasay,Região Metropolitana de Manila, Filipinas             | 86         |
| 2017 | 66ª    | 26 de Novembro        | PH Live, Planet Hollywood Resort and Casino, Paradise, EUA                              | 92         |
| 2018 | 67ª    | 17 de Dezembro        | Impact Arena, Pak Kret, província de Nonthaburi, Tailândia                              | 94         |
| 2019 | 68ª    | 8 de Dezembro         | Tyler Perry Studios (Atlanta, Geórgia, EUA)                                             | 90         |
| 2020 | 69ª    | 16 de Maio de 2021    | Seminole Hard Rock Hotel & Casino Hollywood (Hollywood, Flórida, EUA)                   | 74         |
| 2021 | 70ª    | 12 de Dezembro        | Universe Arena, Eilat, Israel                                                           | 80         |
| 2022 | 71ª    | 14 de Janeiro de 2023 | New Orleans Morial Convention Center, Nova Orleans, Louisiana, EUA                      | 83         |
| 2023 | 72ª    | 18 de Novembro        | Gimnasio Nacional José Adolfo Pineda, San Salvador, El Salvador                         | 84         |
| 2024 | 73ª    | 16 de Novembro        | Arena Ciudad de México, Cidade do México, México                                        | 125        |

## Países Sede
| País                 | Sediou | Anos |
| -------------------- | ------ | --- |
| EUA                  | 38     | 1952, 1953, 1954, 1955, 1956, 1957, 1958, 1959, 1960, 1961, 1962, 1963, 1964, 1965, 1966, 1967, 1968,1969, 1970, 1971, 1981, 1983, 1984, 1985, 1990, 1991, 1996, 1997, 1998, 2006, 2010, 2012, 2014, 2015,2017,2019,2020,2022 |
| México               | 5      | 1978, 1989, 1993, 2007, 2024 |
| Porto Rico           | 3      | 1972, 2001, 2002 |
| Filipinas            | 3      | 1974, 1994, 2016 |
| Tailândia            | 3      | 1992, 2005, 2018 |
| El Salvador          | 2      | 1975, 2023 |
| Panamá               | 2      | 1986, 2003 |
| Grécia               | 1      | 1973 |
| Hong Kong            | 1      | 1976 |
| República Dominicana | 1      | 1977 |
| Austrália            | 1      | 1979 |
| Coreia do Sul        | 1      | 1980 |
| Perú                 | 1      | 1982 |
| Singapura            | 1      | 1987 |
| Taiwan               | 1      | 1988 |
| Namíbia              | 1      | 1995 |
| Trinidad e Tobago    | 1      | 1999 |
| Chipre               | 1      | 2000 |
| Equador              | 1      | 2004 |
| Vietnã               | 1      | 2008 |
| Bahamas              | 1      | 2009 |
| Brasil               | 1      | 2011 |
| Rússia               | 1      | 2013 |
| Israel               |        | 2021 |